# Constantin François Volney

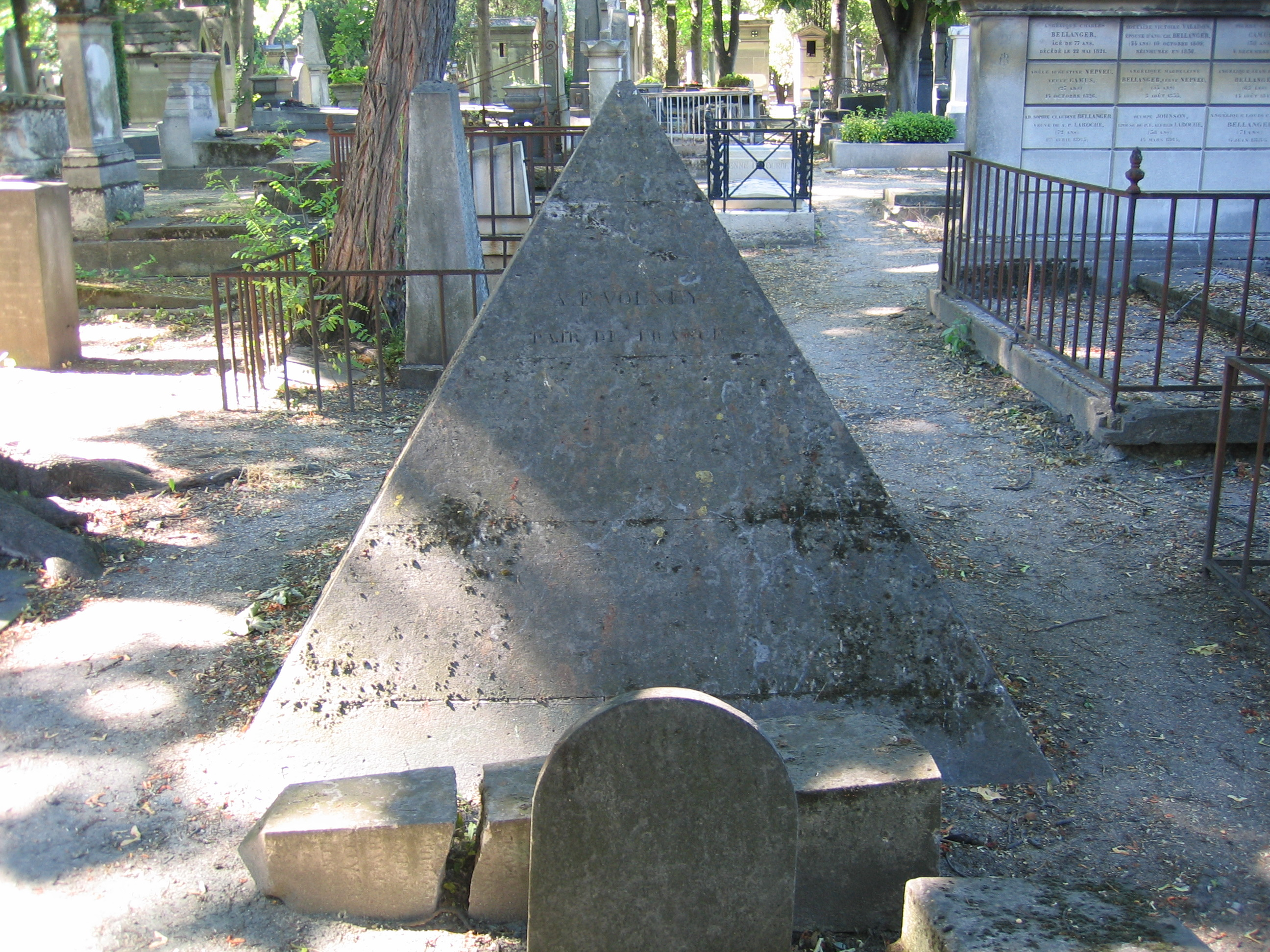
Volneyův hrob na hřbitově Père-Lachaise v Paříži

Constantin-François Chassebœuf, hrabě Volney (3. února 1757 Craon v Anjou – 25. dubna 1820 Paříž) byl francouzský osvícenský filozof, historik, orientalista a politik. Kritizoval náboženství z pozic deismu. Byl aktivním účastníkem Velké francouzské revoluce v jejím umírněném stadiu, v období jakobínského teroru byl vězněn. V roce 1803 se stal členem Francouzské akademie.

## Život a dílo
Narodil se 3. února 1757 do rodiny právníka. Jeho rodištěm byl Craon v tehdejším vévodství Anjou (nyní v provincii Mayenne). Otec nechtěl, aby nesl poněkud nedůstojné rodové jméno Chassebœuf (chasser = honit, bœuf = vůl), a proto změnil jméno svého syna na Boisgirais; ten však později přijal jméno Volney a pod tímto jménem je všeobecně znám. 
Studoval nejprve na koleji v Angersu, poté v Paříži lékařství a historii. V roce 1781 publikoval pojednání Sur la Chronologie d'Hérodote (O Hérodotově chronologii). Tato práce k němu obrátila pozornost učeného světa a získala mu přízeň barona Holbacha. Ten ho seznámil s Benjaminem Franklinem a uvedl ho do pařížských salonů, kde se v té době scházeli významní učenci a filozofové.
Poněvadž v roce 1782 zdědil určitý peněžní obnos, mohl již na podzim téhož roku podniknou cestu do zemí Blízkého východu. Nejprve navštívil Káhiru, pak strávil osm měsíců v jednom libanonském klášteře, kde se učil arabsky a turecky. Potom v průběhu několika let procestoval s beduíny Egypt a Sýrii. Po návratu vydal v letech 1787–1789 dílo Voyage en Syrie et en Égypte (Cesta do Sýrie a Egypta). Tento spis obsahoval mnoho přesných údajů a pozorování, a proto později prokázal znamenité služby Napoleonovu generálnímu štábu při tažení do Egypta a Sýrie v roce 1798. Volney se postupně stal slavným, carevna Kateřina II. mu poslala zlatou medaili. Ludvík XVI. ho jmenoval generálním ředitelem zemědělství a obchodu na Korsice, ale Volney se tohoto úřadu vzdal. V roce 1789 byl v Anjou zvolen za třetí stav poslancem do generálních stavů, kde se stal jedním z předních obhájců svobody.
V roce 1791 vydal své nejznámější dílo Les ruines ou Meditation sur les révolutions des Empires (Zříceniny aneb Úvahy o zvratech říší). Tento spis měl velký úspěch. Krátce po sobě vyšlo osm vydání a byly pořízeny překlady do angličtiny, němčiny, španělštiny a nizozemštiny. Jsou to úvahy o dějinách zašlých civilizací, zasazené do rámce orientální krajiny. Nad rozvalinami starých měst autor uvažuje o jejich osudech a příčinách jejich pádu a zániku. I když zůstává na pozicích deismu, jsou jeho úvahy zaměřeny především proti náboženství, které považuje za hlavního strůjce světových katastrof.
Společnost byla již v dobách předhistorických zkažena zištností despotů, kteří zneužívali nevědomost lidu a klamali jej snem o nadpřirozené blaženosti. Vynález knihtisku přispěl k rozptýlení nevědomosti, člověk se ponenáhlu stává moudrým a dobrým. Národy zapomenou na vzájemné nepřátelství, budou toužit po svobodě a nakonec zmizí rozdíly mezi nimi. Vyznavači Mohameda se smluví s vyznavači Ježíše na jednotném náboženství, založeném na prokázaných pravdách, neboť poznají, že jejich spory se týkaly pouhých pomyslů.
Když byla v roce 1791 ukončena činnost Ústavodárného národní shromáždění, jehož byl členem, odebral se Korsiku, zakoupil tam pozemky, věnoval se zemědělství a prováděl pokusy s aklimatizací subtropických a tropických rostlin. Tato činnost však byla přerušena tamními politickými bouřemi. Korsické poměry vylíčil v pojednání Précis de l'état actuel de la Corse (O přítomném stavu Korsiky), které vyšlo časopisecky v březnu 1793. V témže roce vydal i knihu La loi naturelle ou Catéchisme du Citoyen français (Přirozený zákon aneb Katechismus francouzského občana). V tomto spisu je hlásána morálka dle přirozeného zákona a osvícené náboženství, „laické, univerzální a založené jen na prokázaných pravdách".
Jako přívrženec girondistů byl Volney několik měsíců vězněn, ale z vězení vyšel po pádu Robespierra (1794). Byl pak krátce profesorem historie a v roce 1795 odjel do Severní Ameriky, kde strávil tři roky. Své poznatky z pobytu v Americe shrnul v roce 1803 v knize Tableau du climat et du sol des États-Unis d'Amérique (O podnebí a půdě Spojených států amerických). V roce 1803 se stal členem Francouzské akademie. Byl též jmenován senátorem, v roce 1804 se stal komandérem Řádu čestné legie a v roce 1808 ho císař Napoleon Bonaparte povýšil do hraběcího stavu.
Volney se však zabýval víc vědou a literaturou než politikou. Mezi jeho významná díla patří Recherches nouvelles sur l'histoire ancienne (Nové výzkumy k dějinám starověku) z let 1808–1814 a Discours sur l'étude philosophique des langues (Rozprava o filosofickém studiu jazyků) z roku 1819. V těchto dílech přenesl Volney myšlenky encyklopedistů a osvícenců do historické vědy a protináboženskou polemiku, dotud čiře rozumovou, doplnil kritikou filologickou. Považoval bibli za dokument kulturně historický jako Homéra nebo Rámájanu.
Po restaurace Bourbonů byl Volney v roce 1814 jmenován pairem a členem panské sněmovny (Sněmovny pairů). U příležitosti pomazání Ludvíka XVIII. za krále vydal v roce 1819 spis Histoire de Samuel, inventeur du sacre des rois (Historie o Samuelovi, vynálezci posvěcení králů). I v této práci mluví o Písmu svatém s velkou svobodomyslností.
Jeho stěžejní dílo Les ruines ou Meditation sur les révolutions des Empires (Zříceniny aneb Úvahy o zvratech říší) a spis Recherches nouvelles sur l'histoire ancienne (Nové výzkumy k dějinám starověku) dala římskokatolická církev na Index zakázaných knih.
Constantin-François Volney zemřel v Paříži 25. dubna 1820 a je pohřben na hřbitově Père-Lachaise.
Dokud budou existovati prostředky, jimiž se lze očistiti z každého zločinu a vykoupiti zasloužený svůj trest penězi, dokud velicí a mocní budou věřiti, že mohou obdržeti rozhřešení od svého potlačování a vraždění lidí stavěním chrámů a zakládáním zbožných fundací, dokud jednotlivci budou věřiti, že mohou podváděti a krásti, jen když se v postě posti a vyzpovídají nebo obdrží-li poslední pomazání, dotud bude nemožno, aby existovala nějaká soukromá nebo veřejná morálka, nějaké zdravé zákonodárství.
 C. F. Volney, Zříceniny, 1791

## Filozofie
V gnozeologii vycházel Volney z Lockova, Condillacova a Helvétiova senzualismu. Kritérium pravdivosti je v počitcích. Proto je třeba vést zřetelnou hranici mezi reálně existujícími a smyslovému ověření přístupnými předměty na jedné straně a fantastickými výmysly náboženství na straně druhé. Názorům teologickým je třeba odejmout jakýkoli vliv v občanském životě. Jako deista uznával existenci „tajemné síly, oživující vesmír", ale učil také, že nejsprávnějším vztahem k božství je věnovat se studiu zákonů přírody. Volney se snažil objasnit vznik ideje boha a zabýval se i původem a vývojem jednotlivých náboženských systémů. O křesťanství soudil, že jde o „alegorický kult slunce pod různými jeho kouzelnými názvy Chrisen, Christ, Yésus nebo Ježíš."

## České překlady
- VOLNEY, Constantin François Chasseboeuf de. Zříceniny. Přeložil a úvod napsal Edvard Beneš. Praha: Nákladem Volné myšlenky, 1909. 285 s. Dostupné online.